# Unione Sportiva Foggia & Incedit 1968-1969
Questa pagina raccoglie i dati riguardanti l'Unione Sportiva Foggia & Incedit nelle competizioni ufficiali della stagione 1968-1969.

## Stagione
Nel campionato di Serie B 1968-1969 la squadra giunge all'ottavo posto a pari punti con il Perugia.
In Coppa Italia viene eliminata nel girone finale composto da Cagliari, Roma e Torino.

## Organigramma societario
Area direttiva
- Presidente: Antonio Fesce

Staff tecnico
- Allenatore: Tommaso Maestrelli

## Rosa
| N. |                   | Ruolo | Calciatore           |
| -- | ----------------- | ----- | -------------------- |
|    | Italia (bandiera) | P     | Giuseppe Moschioni   |
|    | Italia (bandiera) | P     | Gian Nicola Pinotti  |
|    | Italia (bandiera) | P     | Raffaele Trentini    |
|    | Italia (bandiera) | D     | Antonio Bettoni      |
|    | Italia (bandiera) | D     | Bruno Capra          |
|    | Italia (bandiera) | D     | Eugenio Fumagalli    |
|    | Italia (bandiera) | D     | Giovanni Pirazzini   |
|    | Italia (bandiera) | D     | Matteo Rinaldi       |
|    | Italia (bandiera) | D     | Orio Luciano Teneggi |
|    | Italia (bandiera) | D     | Ambrogio Valadè      |
|    | Italia (bandiera) | D     | Alberto Vivian       |
|    | Italia (bandiera) | C     | Pietro Camozzi       |

| N. |                   | Ruolo | Calciatore             |
| -- | ----------------- | ----- | ---------------------- |
|    | Italia (bandiera) | C     | Giampiero Dalle Vedove |
|    | Italia (bandiera) | C     | Vincenzo Faleo         |
|    | Italia (bandiera) | C     | Giovanni De Angelis    |
|    | Italia (bandiera) | C     | Cataldo Gambino        |
|    | Italia (bandiera) | C     | Paolo Garzelli         |
|    | Italia (bandiera) | C     | Giorgio Maioli         |
|    | Italia (bandiera) | A     | Cosimo Nocera          |
|    | Italia (bandiera) | A     | Paolo Nuti             |
|    | Italia (bandiera) | A     | Giuseppe Pavone        |
|    | Italia (bandiera) | A     | Roberto Rolla          |
|    | Italia (bandiera) | A     | Nello Saltutti         |
|    | Italia (bandiera) | A     | Franco Vanzini         |

## Risultati

### Campionato

#### Girone di andata
| 23 gennaio 1968 1ª giornata | Foggia & Incedit | 0 – 0 | Reggiana |  |

| 6 ottobre 1968 2ª giornata | Foggia & Incedit | 1 – 0 | Brescia |  |

| 13 ottobre 1968 3ª giornata | Catania | 0 – 0 | Foggia & Incedit |  |

| 20 ottobre 1968 4ª giornata | Foggia & Incedit | 2 – 0 | Padova |  |

| 3 novembre 1968 5ª giornata | Como | 1 – 1 | Foggia & Incedit |  |

| 10 novembre 1968 6ª giornata | Foggia & Incedit | 1 – 0 | Mantova |  |

| 17 novembre 1968 7ª giornata | Perugia | 0 – 0 | Foggia & Incedit |  |

| 24 novembre 1968 8ª giornata | Foggia & Incedit | 0 – 0 | Genoa |  |

| 1º dicembre 1968 9ª giornata | SPAL | 0 – 0 | Foggia & Incedit |  |

| 8 dicembre 1968 10ª giornata | Foggia & Incedit | 1 – 2 | Lecco |  |

| 15 dicembre 1968 11ª giornata | Bari | 0 – 0 | Foggia & Incedit |  |

| 15 dicembre 1968 12ª giornata | Foggia & Incedit | 1 – 1 | Cesena |  |

| 29 dicembre 1968 13ª giornata | Lazio | 2 – 2 | Foggia & Incedit |  |

| 5 gennaio 1969 14ª giornata | Ternana | 1 – 0 | Foggia |  |

| 12 gennaio 1969 15ª giornata | Foggia | 1 – 0 | Livorno |  |

| 19 gennaio 1969 16ª giornata | Monza | 0 – 1 | Foggia |  |

| 24 novembre 1996 17ª giornata | Reggina | 2 – 1 | Foggia |  |

| 9 dicembre 1945 18ª giornata | IPAS Foggia | 1 – 0 | Modena |  |

| 9 febbraio 1969 19ª giornata | Catanzaro | 1 – 1 | Foggia |  |

#### Girone di ritorno
| 16 febbraio 1969 20ª giornata | Reggiana | 3 – 0 | Foggia |  |

| 23 febbraio 1969 21ª giornata | Brescia | 3 – 2 | Foggia |  |

| 2 marzo 1969 22ª giornata | Foggia | 1 – 0 | Catania |  |

| 9 marzo 1969 23ª giornata | Padova | 1 – 0 | Foggia |  |

| 16 marzo 1969 24ª giornata | Foggia | 4 – 1 | Como |  |

| 23 marzo 1969 25ª giornata | Mantova | 3 – 0 | Foggia |  |

| 30 marzo 1969 26ª giornata | Foggia | 1 – 0 | Perugia |  |

| 13 aprile 1969 27ª giornata | Genoa | 1 – 1 | Foggia |  |

| 20 aprile 1969 28ª giornata | Foggia | 0 – 0 | SPAL |  |

| 27 aprile 1969 29ª giornata | Lecco | 1 – 1 | Foggia |  |

| 4 maggio 1969 30ª giornata | Foggia | 4 – 0 | Bari |  |

| 11 maggio 1969 31ª giornata | Cesena | 1 – 0 | Foggia |  |

| 15 maggio 1969 32ª giornata | Foggia | 1 – 1 | Lazio |  |

| 18 maggio 1969 33ª giornata | Foggia | 2 – 1 | Ternana |  |

| 25 maggio 1969 34ª giornata | Livorno | 1 – 0 | Foggia |  |

| 1º giugno 1969 35ª giornata | Foggia | 1 – 1 | Monza |  |

| 8 giugno 1969 36ª giornata | Foggia | 0 – 2 | Reggina |  |

| 15 giugno 1969 37ª giornata | Modena | 4 – 0 | Foggia |  |

| 22 giugno 1969 38ª giornata | Foggia | 1 – 1 | Catanzaro |  |

## Statistiche

### Statistiche di squadra
| Competizione | Punti | In casa | In casa | In casa | In casa | In casa | In casa | In trasferta | In trasferta | In trasferta | In trasferta | In trasferta | In trasferta | Totale | Totale | Totale | Totale | Totale | Totale | DR |
| Competizione | Punti | G       | V       | N       | P       | Gf      | Gs      | G            | V            | N            | P            | Gf           | Gs           | G      | V      | N      | P      | Gf     | Gs     | DR |
| ------------ | ----- | ------- | ------- | ------- | ------- | ------- | ------- | ------------ | ------------ | ------------ | ------------ | ------------ | ------------ | ------ | ------ | ------ | ------ | ------ | ------ | -- |
| Serie B      | 38    | 19      | 10      | 7       | 2       | 23      | 10      | 19           | 1            | 9            | 9            | 10           | 25           | 38     | 11     | 16     | 11     | 33     | 35     | -2 |
| Coppa Italia |       | 6       | 3       | 2       | 1       | 12      | 8       | 5            | 2            | 2            | 1            | 7            | 7            | 11     | 5      | 4      | 2      | 19     | 15     | +4 |
| Totale       |       | 25      | 13      | 9       | 3       | 35      | 18      | 24           | 3            | 11           | 10           | 17           | 32           | 49     | 16     | 20     | 13     | 52     | 50     | +2 |

### Statistiche dei giocatori
| Giocatore       | Serie B  | Serie B | Coppa Italia | Coppa Italia | Totale   | Totale |
| Giocatore       | Presenze | Reti    | Presenze     | Reti         | Presenze | Reti   |
| --------------- | -------- | ------- | ------------ | ------------ | -------- | ------ |
| P. Camozzi      | 35       | 2       | ?            | ?            | 35+      | 2+     |
| B. Capra        | 5        | 0       | ?            | ?            | 5+       | 0+     |
| G. Dalle Vedove | 29       | 2       | ?            | ?            | 29+      | 2+     |
| G. De Angelis   | 2        | 0       | ?            | ?            | 2+       | 0+     |
| E. Fumagalli    | 32       | 0       | ?            | ?            | 32+      | 0+     |
| C. Gambino      | 13       | 0       | ?            | ?            | 13+      | 0+     |
| P. Garzelli     | 30       | 2       | ?            | ?            | 30+      | 2+     |
| G. Maioli       | 28       | 5       | ?            | ?            | 28+      | 5+     |
| G. Moschioni    | 4        | -5      | ?            | ?            | 4+       | -5+    |
| C. Nocera       | 7        | 1       | ?            | ?            | 7+       | 1+     |
| P. Nuti         | 30       | 4       | ?            | ?            | 30+      | 4+     |
| G. Pavone       | 10       | 1       | ?            | ?            | 10+      | 1+     |
| G. Pinotti      | 34       | -27     | ?            | ?            | 34+      | -27+   |
| G. Pirazzini    | 36       | 2       | ?            | ?            | 36+      | 2+     |
| R. Rolla        | 26       | 2       | ?            | ?            | 26+      | 2+     |
| N. Saltutti     | 34       | 7       | ?            | ?            | 34+      | 7+     |
| O. Teneggi      | 30       | 0       | ?            | ?            | 30+      | 0+     |
| R. Trentini     | 1        | -1      | ?            | ?            | 1+       | -1+    |
| A. Valadè       | 31       | 0       | ?            | ?            | 31+      | 0+     |
| F. Vanzini      | 20       | 3       | ?            | ?            | 20+      | 3+     |
| A. Vivian       | 12       | 0       | ?            | ?            | 12+      | 0+     |